# Гнилуша (верхний приток Ведуги)
Гнилуша — река в Воронежской и Курской областях России. Устье реки находится в 58 км по правому берегу реки Ведуга.
Длина реки составляет 25 км, площадь водосборного бассейна 301 км².
Река берёт начало в селе Владимировка в Курской области. На реке расположены населённые пункты Рогочиха, Малая Гнилуша, Гнилуша, Нижняя Ведуга.
Основные притоки: Избище и Ведуга.

## Данные водного реестра
По данным государственного водного реестра России относится к Донскому бассейновому округу, водохозяйственный участок реки — Дон от города Задонск до города Лиски, без рек Воронеж (от истока до Воронежского гидроузла) и Тихая Сосна, речной подбассейн реки — бассейны притоков Дона до впадения Хопра. Речной бассейн реки — Дон (российская часть бассейна).
Код объекта в государственном водном реестре — 05010100812107000002235.